# Ernest Gold
Ernest Gold, właśc. Ernst Sigmund Goldner (ur. 13 lipca 1921 w Wiedniu, zm. 17 marca 1999 w Santa Monica) – amerykański kompozytor muzyki filmowej pochodzenia austriacko-żydowskiego.
Laureat Złotego Globu za najlepszą muzykę do filmu Ostatni brzeg (1959) Stanleya Kramera. Zdobył również Oscara oraz Nagrodę Grammy za muzykę do filmu Exodus (1960) Otto Premingera. Był pięciokrotnie nominowany do Oscara.